# آيت ايمور (السويهلة)
آيت ايمور هي إحدى مشيخات المملكة المغربية، تتبع جغرافيا لعمالة مراكش وإداريًا لالسويهلة. يقدر عدد سكانها بـ 22031 نسمة حسب الإحصاء الرسمي للسكان والسكنى لسنة 2004.